# Murrieta
Murrieta ([mjʊəriˈɛtə]) je město na jihozápadě Riverside County v Kalifornii. Ve městě žije přibližně 111 tisíc obyvatel. Mezi lety 2000–2010 narostl počet obyvatel o 133,7 %. Město se nachází centru megaregionu Los Angeles – San Diego.
Jméno nese po Juanu Murrietovi, který město založil.

## Geografie
Město má celkovou plochu 87,1 km². 0,11 % z toho tvoří vodní plochy.
Město má středomořské klima se suchými léty. Ročně připadá 35 dní srážek.

## Obyvatelstvo
| Rok          | Počet obyvatel | % ±       |
| ------------ | -------------- | --------- |
| 1990         | 1 628          | —         |
| 2000         | 44 282         | 2 620,0 % |
| 2010         | 103 466        | 133,7 %   |
| 2020         | 110 949        | 7,2 %     |
| 2022 (odhad) | 113 783        | 2,6 %     |